# Hieracium greuteri
Hieracium greuteri es una especie de planta con flor del género Hieracium, de la familia Asteraceae, orden Asterales.

## Distribución
Hieracium greuteri se distribuye por Grecia, Europa.

## Taxonomía
Fue descrita científicamente por Gottschl.
Tratamiento taxonómico
La especie aparece registrada y publicada en Willdenowia.